# Z odzysku
Z odzysku é um filme de drama polonês de 2006 dirigido e escrito por Sławomir Fabicki. Foi selecionado como representante da Polônia à edição do Oscar 2007, organizada pela Academia de Artes e Ciências Cinematográficas.

## Elenco
- Marek Bielecki - Badylarz
- Jacek Braciak - Gazda
- Michal Filipiak - Baton
- Olga Frycz
- Katarzyna Lecznar
- Eryk Lubos
- Andrzej Mastalerz - Elves
- Dimitri Melnichuk - Andrij
- Jowita Miondlikowska
- Antoni Pawlicki - Wojtek
- Dorota Pomykala
- Jan Pyrlik
- Grzegorz Stelmaszewski - Janek
- Karolina Tokarek
- Jerzy Trela
- Natalya Vdovina - Katia
- Danuta Widuch-Jagielska
- Wojciech Zielinski - Kalafior